# Nyeleti Mondlane

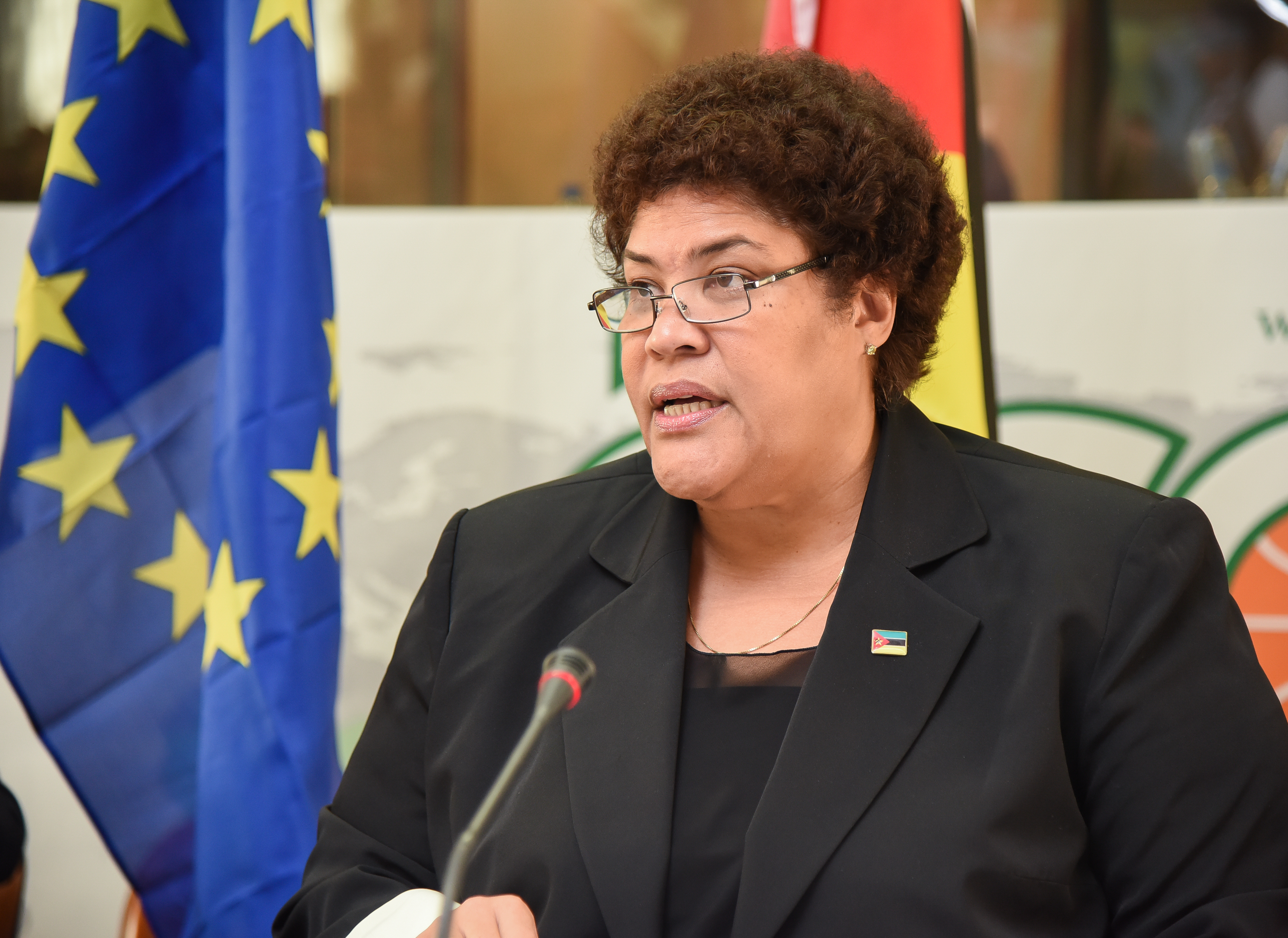
Nyeleti Mondlane, 2015

Nyeleti Brooke Mondlane, meist nur Nyeleti Mondlane (* 17. Januar 1962 in den Vereinigten Staaten), ist eine mosambikanische Politikerin. Sie war von 2015 bis 2017 stellvertretende Außenministerin im Kabinett Nyusi I und ist seit November 2017 die Jugend- und Sportministerin des Landes. Sie ist die Tochter des ersten FRELIMO-Vorsitzenden Eduardo Mondlane.

## Leben

### Jugend in Tansania
Nyeleti Brooke Mondlane wurde am 17. Januar 1962 als Kind von Janet und Eduardo Mondlane in den Vereinigten Staaten geboren. Ihr Vater, aus Mosambik stammend, absolvierte ein Auslandsstudium, bei dem er seine Frau kennengelernt hatte. Neben Nyeleti Mondlane hatten die beiden auch noch die älteren Kinder Eduardo Jr. (* 1957) und Jennifer Chude (* 1958).
Bereits kurz nach ihrer Geburt zog die Familie nach Daressalam (Tansania), wo die 1962 gegründete mosambikanische Befreiungsfront FRELIMO ihr Hauptquartier installierte. Nyeleti Mondlanes Vater, Eduardo Mondlane, war zum ersten Vorsitzenden der Befreiungsbewegung gewählt worden. Ihre Mutter, Janet Mondlane, übernahm die Leitung des Mozambique Institute, eine Art FRELIMO-Ausbildungszentrum.

### Umzug nach Maputo
Nyeleti Mondlane verbrachte die Zeit in der tansanischen Hauptstadt, bis ihr Vater 1969, als sie sieben Jahre alt war, von einer Briefbombe getötet wurde. Daraufhin entschied die FRELIMO-Führung, die Familie in den tansanischen Busch, ins FRELIMO-Camp Bagamoyo, zu schicken, da die Familie dort sicherer sei. Dort lebte die Familie bis zur Unabhängigkeit Mosambiks 1975. Der neu gewählte Vorsitzende der FRELIMO, Samora Machel, reiste mit den Mondlanes nach Maputo, um dort die Macht in dem unabhängigen Land zu übernehmen. Nyeleti Mondlane erlebte die Ausrufung der Unabhängigkeit im Nationalstadion von Machava.
Während Nyeleti Mondlanes Mutter Aufgaben in der Regierung des jungen Staates übernahm, schloss Nyeleti Mondlane ihre Schulausbildung ab. Anschließend studierte sie Anthropologie an der Universität Manchester. Sie kehrte jedoch bald zurück nach Mosambik, um sich dort politisch für die FRELIMO zu engagieren. Parallel zu ihrem politischen Engagement war sie auch als Anthropologin für die staatlichen Eisenbahnen tätig.

### Politische Karriere
Nach der Einführung des Mehrparteiensystems stellte die FRELIMO Nyeleti Mondlane zur Parlamentswahl 1994 auf, sie gewann ein Mandat in der Nationalversammlung Mosambiks über die Liste der Provinz Zambézia. Fortan war Nyeleti Mondlane stets Mitglied des Parlaments und wurde bei den Wahlen 1999, 2004, 2009 und 2014 wiedergewählt. Mondlane engagierte sich unter anderem für mehr Frauenrechte auch innerhalb des Parlaments. Sie war Teil des sogenannten „Gabinete de Mulher“, einem Zusammenschluss von mehreren weiblichen Abgeordneten. Seit mehreren Jahren war (und ist) Mondlane zudem Mitglied des Zentralkomitees (ZK) der FRELIMO. Politisch sieht sich Mondlane als Teil der „neuen Generation“, die in dem Land „einen Wandel“ auslösen und die „alte Generation des 25. September“ – die Generation der Guerilla- und Widerstandskämpfer – ablösen müsse.
Nach dem Wechsel der Staatspräsidentschaft von Armando Guebuza zu Filipe Nyusi berief letzterer sie 2015 in sein neues Kabinett. Sie übernahm das Amt der stellvertretenden Ministerin für auswärtige Angelegenheiten und internationale Zusammenarbeit unter der Leitung von Oldemiro Balói. Sie gab daraufhin ihr Parlamentsmandat auf.

### Privat
Mondlane ist verheiratet und hat drei Kinder. Mondlane spricht Portugiesisch, Englisch und Französisch.